# Major Erik
Major Erik (1996. július 18. –) magyar színész.

## Életpályája
1996-ban született. A szentesi Horváth Mihály Gimnázium drámatagozatán érettségizett. Már a középiskola alatt szerepet kapott az Egynyári kaland című sorozatban. 2016 és 2021 között a Színház- és Filmművészeti Egyetem hallgatója volt, színművész szakon.
2021–2023 között a szombathelyi Weöres Sándor Színház társulatának tagja volt. 2023-tól a Radnóti Színház színésze.

## Színházi szerepeiből
- Peter Shaffer: Equus... Alan Strang; Frank, Alan apja
- Anton Pavlovics Csehov: Sirály... Trepljov
- Samuel Beckett: A játszma vége... Clov
- Bertolt Brecht – Kurt Weill: Koldusopera... Macheath, egy útonálló banditafőnök
- Virginia Woolf – Kiss-Végh Emőke: Orlando... szereplő
- Németh Nikolett: Fajankó... Jankó
- Samuel Bailey: Kutyabaj... szereplő
- Vidovszky György: Szólít a szörny... Conor
- Voltaire – Vinnai András – Bódi Zsófia – Nagy Péter István: Candide... szereplő

## Filmes és televíziós szerepei
- Egynyári kaland (2015) ...Karesz
- Aranyélet (2015) ...Áron
- Szép csendben (2019) ...Dávid
- Így vagy tökéletes (2021) ...Kólát adó fiú

## Díjai, elismerései
- Holdbeli csónakos-díj (2022)